# Aspidonitys varia
Aspidonitys varia är en insektsart som beskrevs av Karsch 1899. Aspidonitys varia ingår i släktet Aspidonitys och familjen Eurybrachidae. Inga underarter finns listade i Catalogue of Life.